# Cantone di Creil-Nogent-sur-Oise
Il Cantone di Creil-Nogent-sur-Oise era una divisione amministrativa dell'arrondissement di Senlis.
È stato soppresso a seguito della riforma complessiva dei cantoni del 2014, che è entrata in vigore con le elezioni dipartimentali del 2015.
Comprendeva parte della città di Creil e i comuni di:
- Nogent-sur-Oise
- Villers-Saint-Paul